# 無線隨意網路
無線隨意網路（英語：Wireless ad hoc network，mobile ad hoc network, 縮寫為WANET, MANET），又稱無線臨時網路，是一種分散式的無線網路系統。ad hoc源自拉丁文，原意是臨時、專用、特設的。它被稱為ad hoc，是因為這種網路系統是臨時形成，由節點與節點間的動態連結所形成。它不需要依賴一個既存的網路架構，像是有線系統的路由器，或是無線系統的無線網路基地台。相反的，它每一個節點，都有能力轉送網路封包給其他節點（這稱為路由）。
早期由DARPA在1970年代開始的封包無線電技術研究，是無線隨意網路的一種。但它很笨重，只用於軍事通訊。
20世紀1990年代誕生了 WiFi ad hoc 無線隨意網路. 英格蘭劍橋大學發明了一種隨意網路成型方法. 那時，技术挑戰在於處理移動性和通信鏈接。
關於這一主題的第一本書於1997年出版. 該主題的後續知識發表在2001年Prentice Hall Book“Ad Hoc Mobile Wireless Networks：Protocols＆Systems”書本, 
成為當時暢銷書本之一.. 也被世界各地大學當研究和教學使用.

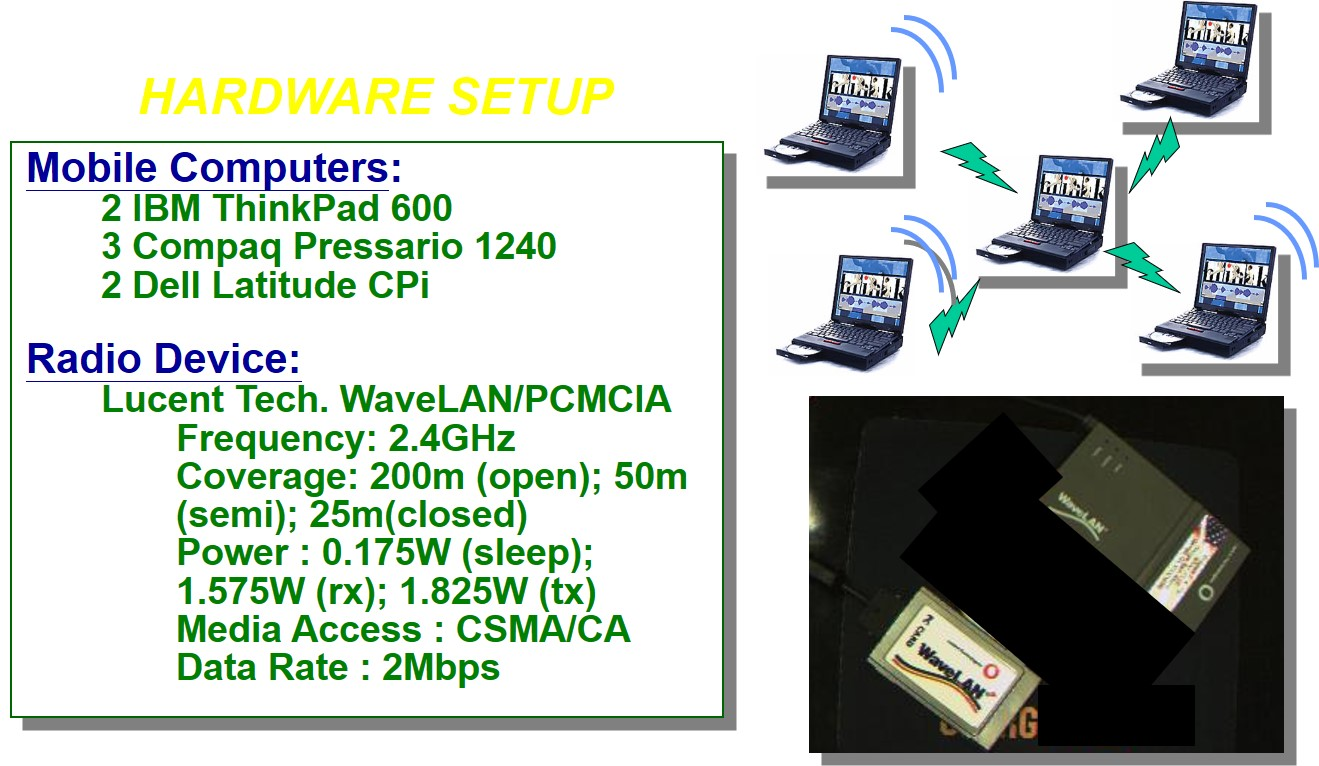
無線臨時網路硬件组件

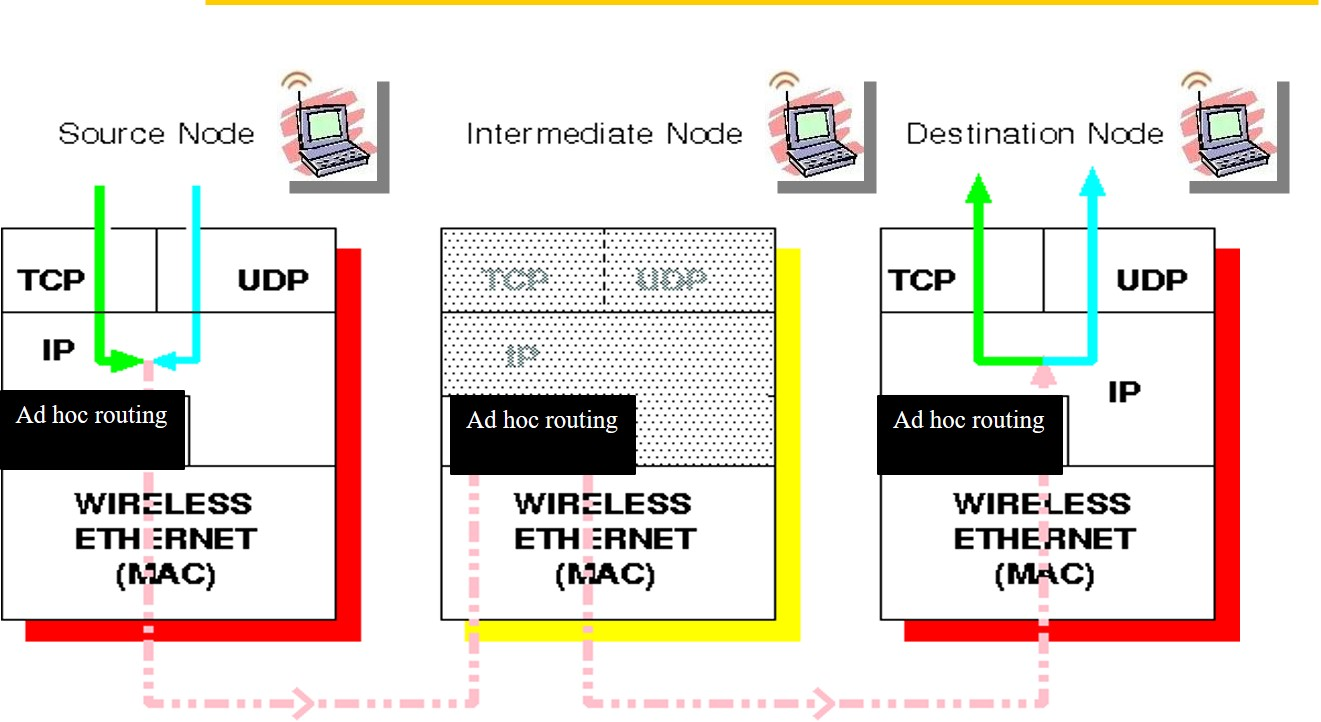
無線臨時網路软件组件

無線隨意網路是在1998年证实可实用可落地的.. 2000年后無線隨意網路被包涵在IEEE 802.11標準之中。無線隨意網路也被稱為 WiFi Ad Hoc 無線隨意網路應用非常廣泛, 例如:
- 救援行動通訊
- 無線傳感器網絡
- 智能家居連接
- 汽連網絡 (VANET)
- 路燈通訊
- 物聯網
- 無人機隨意網路 (UAV ad hoc)
- 跳躍的地雷
- 船舶區域網絡
- 智能手機對等網絡

無線隨意網路對民用和國防世界的影響是巨大的。數百萬人在不知情的情況下使用這項科技。國防在該領域的研究花費了數十億美元。
全球的國家科學基金會也在該領域花費了數百萬的研究經費。因此，可以看出這個領域的重要性。WiFi Ad Hoc無線隨意網路為
IoT 物聯網鋪平了可行的道路。隨後，智能城市將使用物聯網, 5G, 人工智能和無線隨意網路完成使命和落地。

## 实际應用

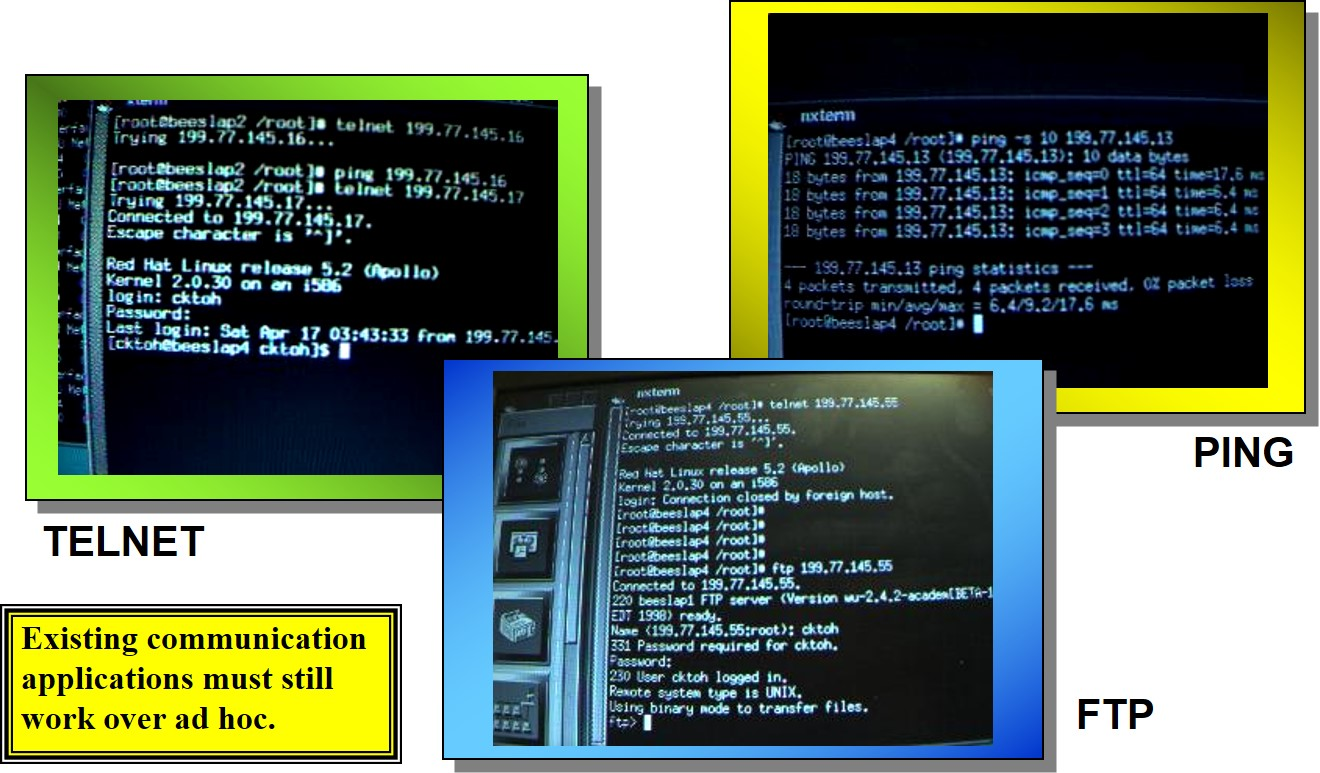
無線臨時网路早期的应用程序 FTP, TELNET
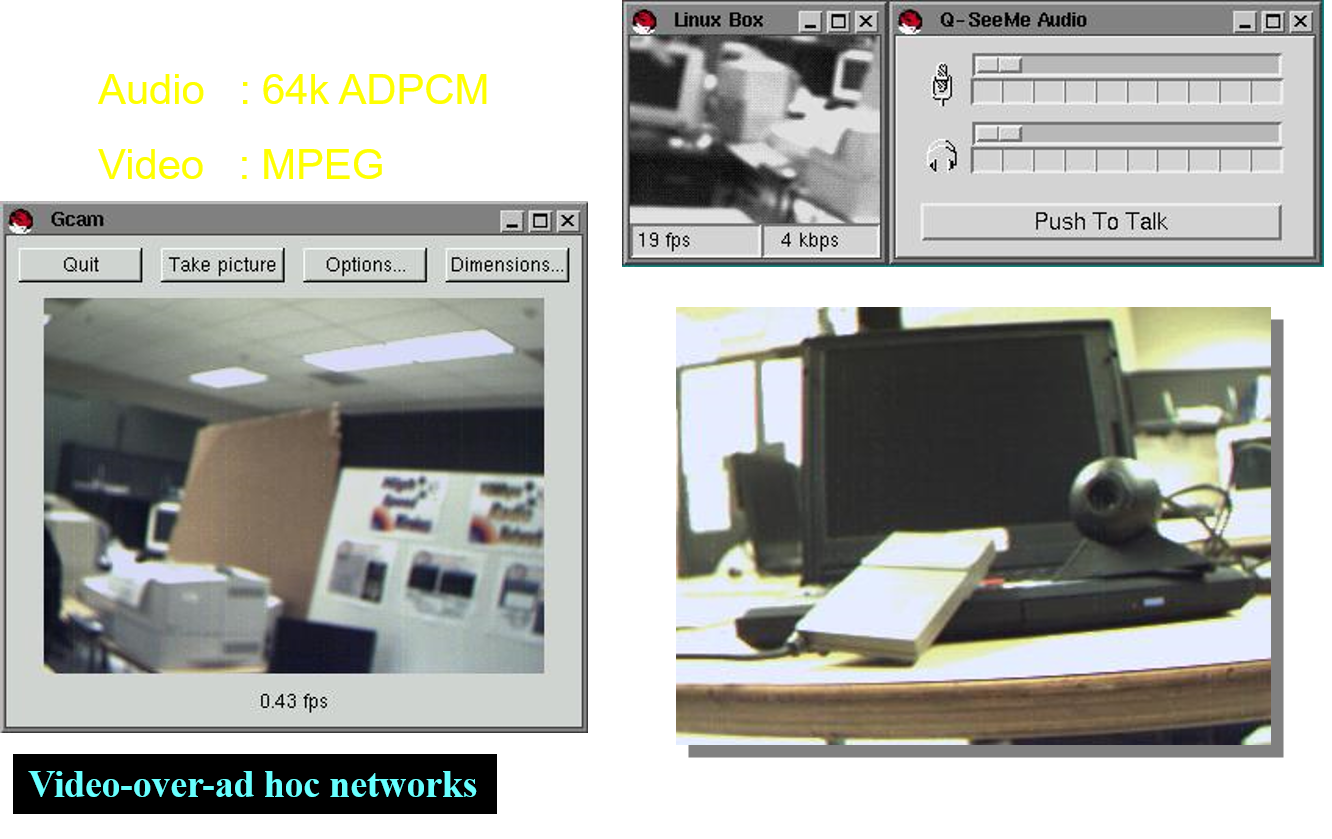
無線臨時网路早期的多媒体应用 MPEG
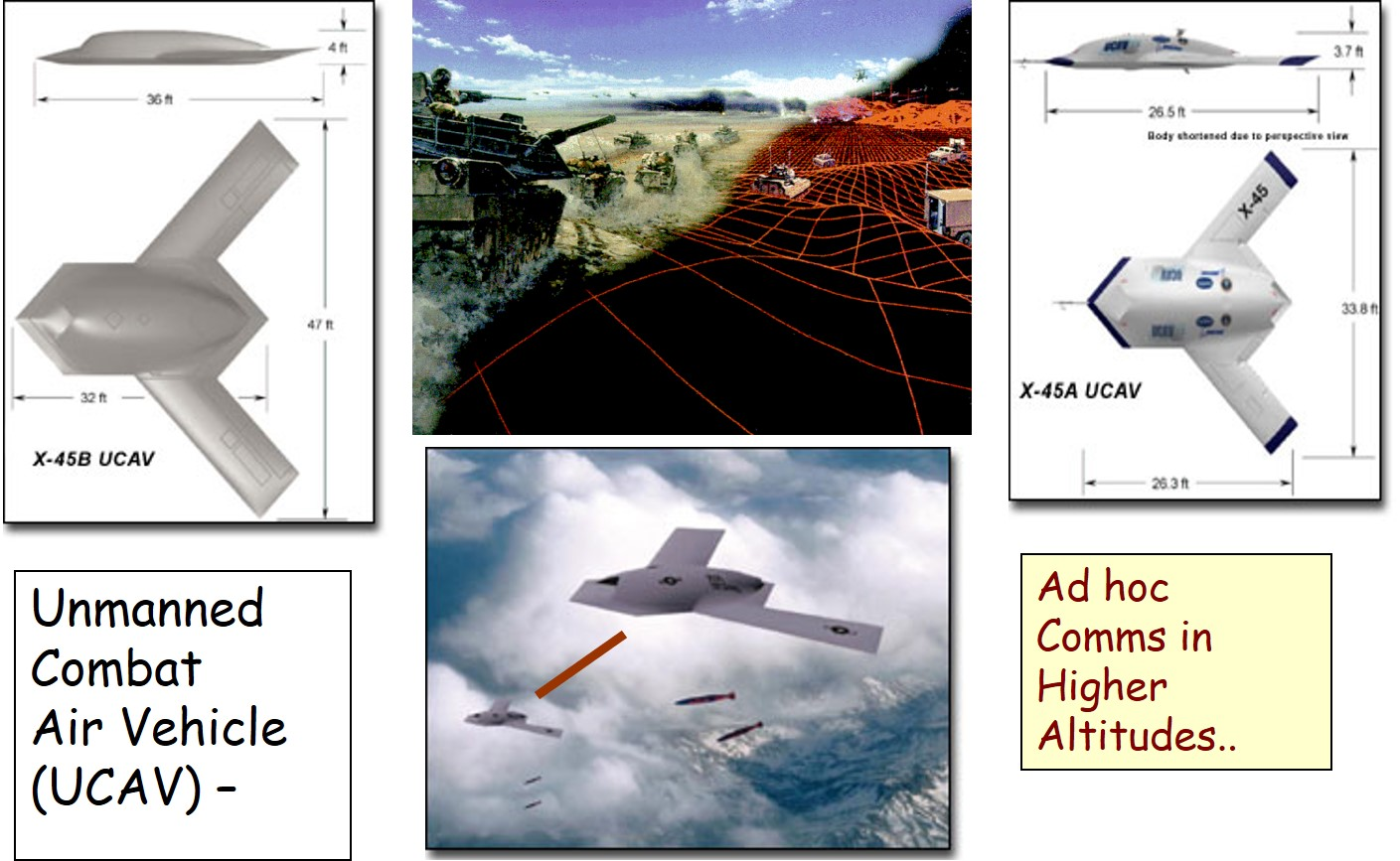
無人機隨意网路 - (国防用途)
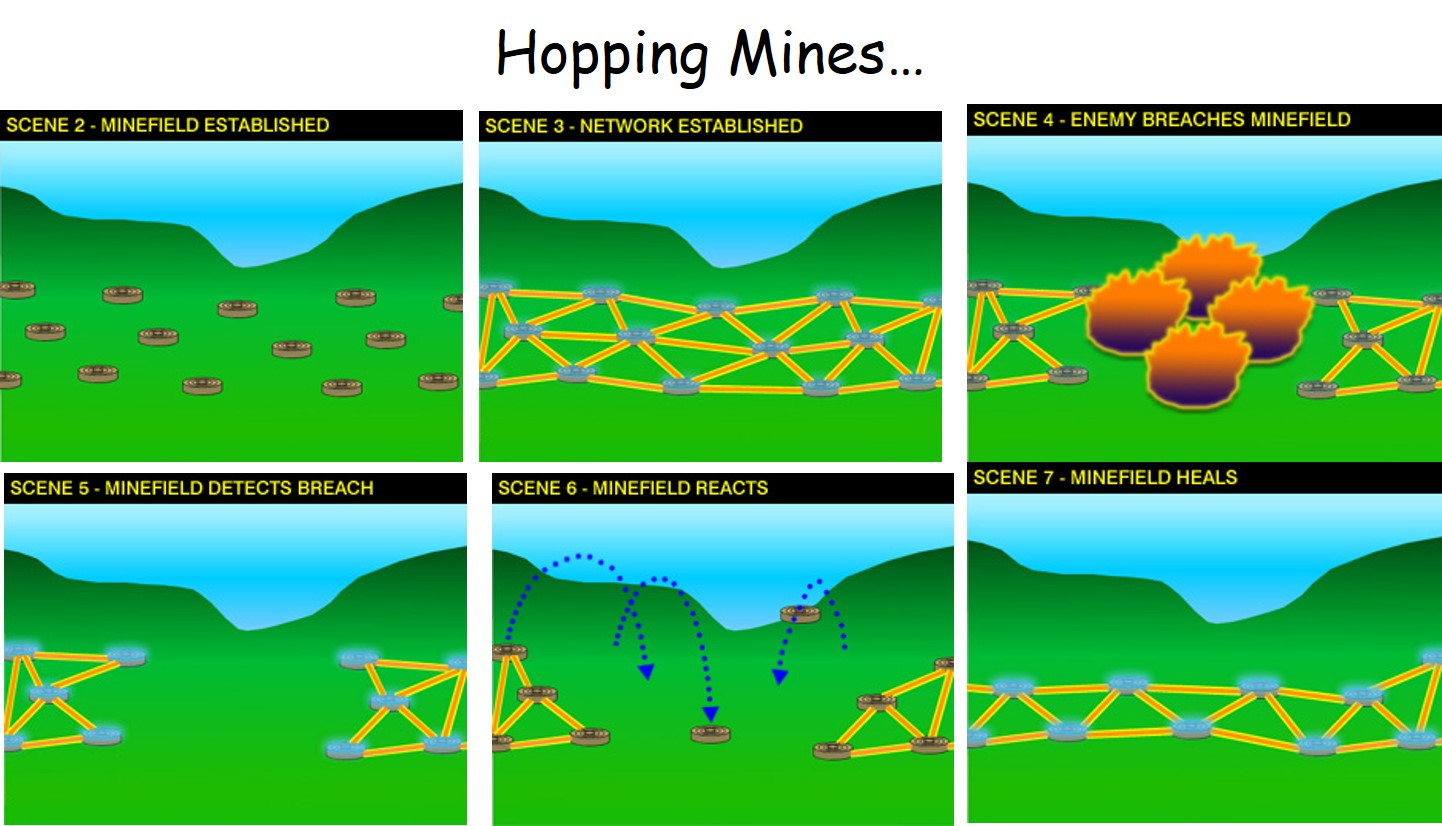
跳躍的地雷 - (国防用途)
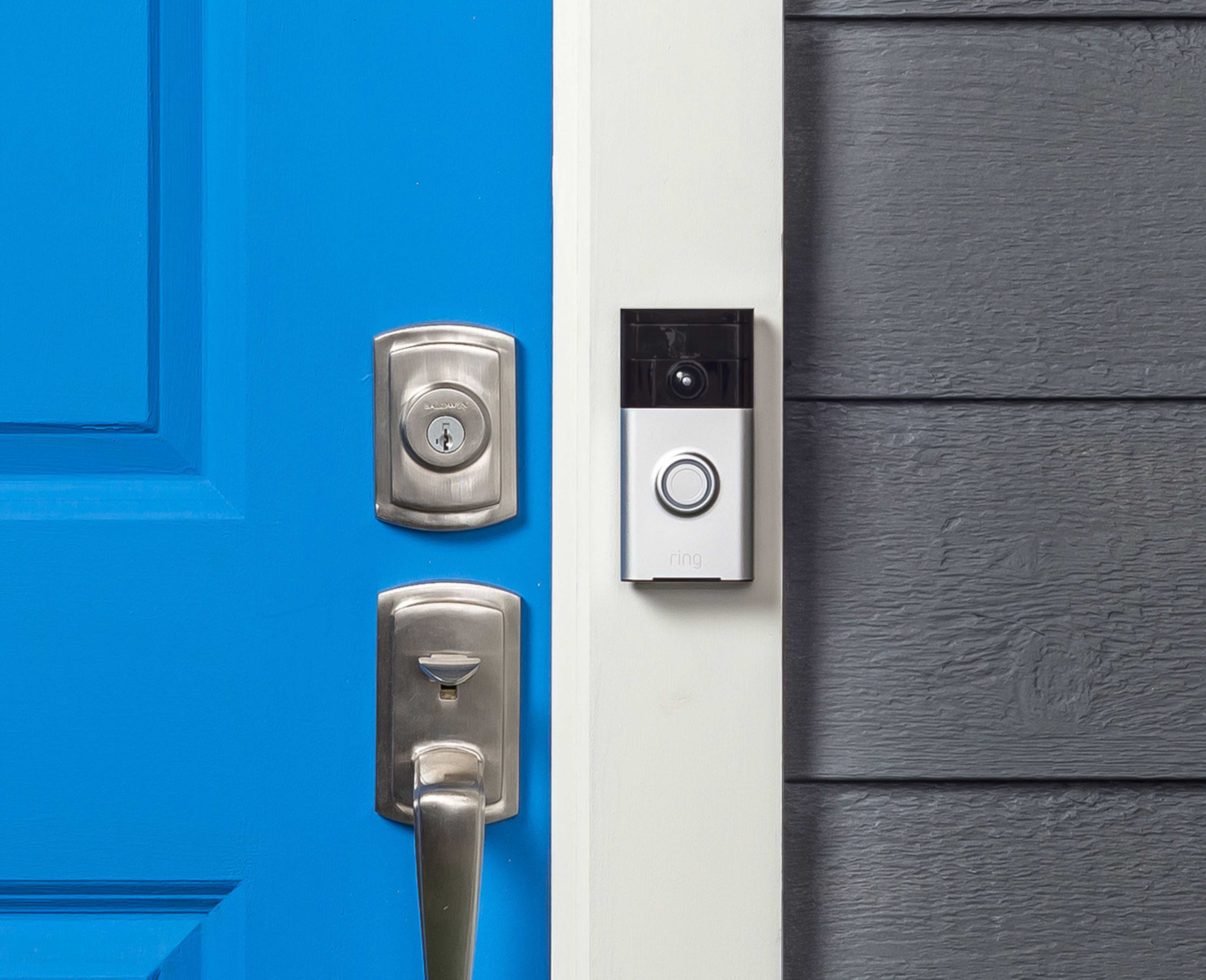
智能家居连接 - Smart Homes
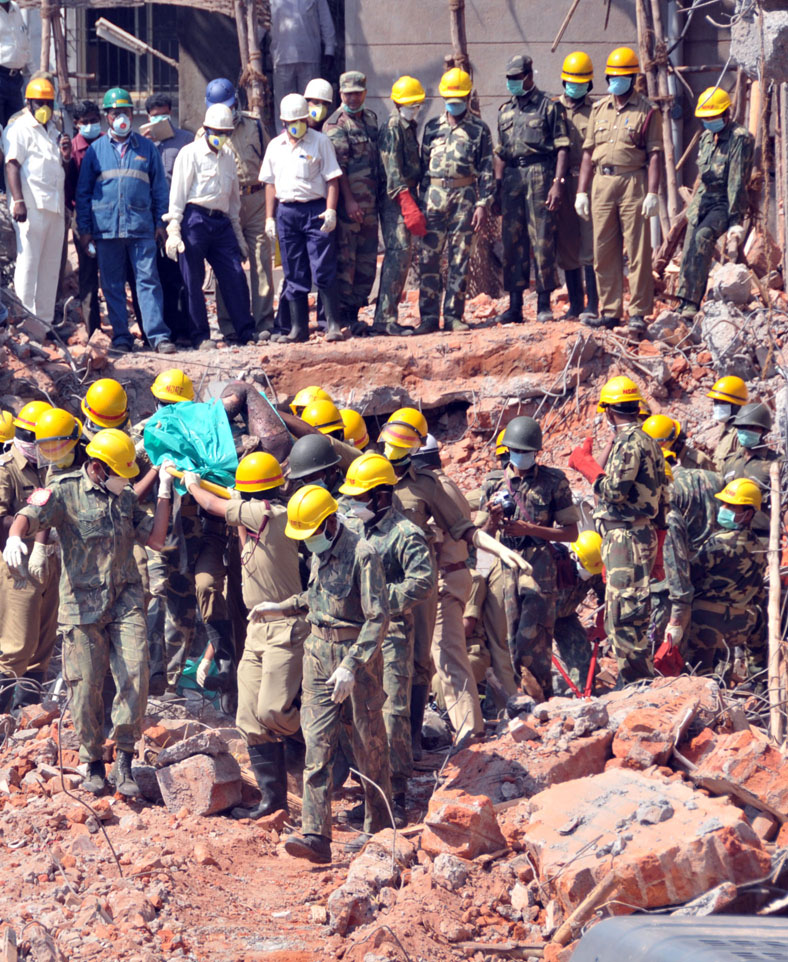
灾难救援 - 地震，洪水等
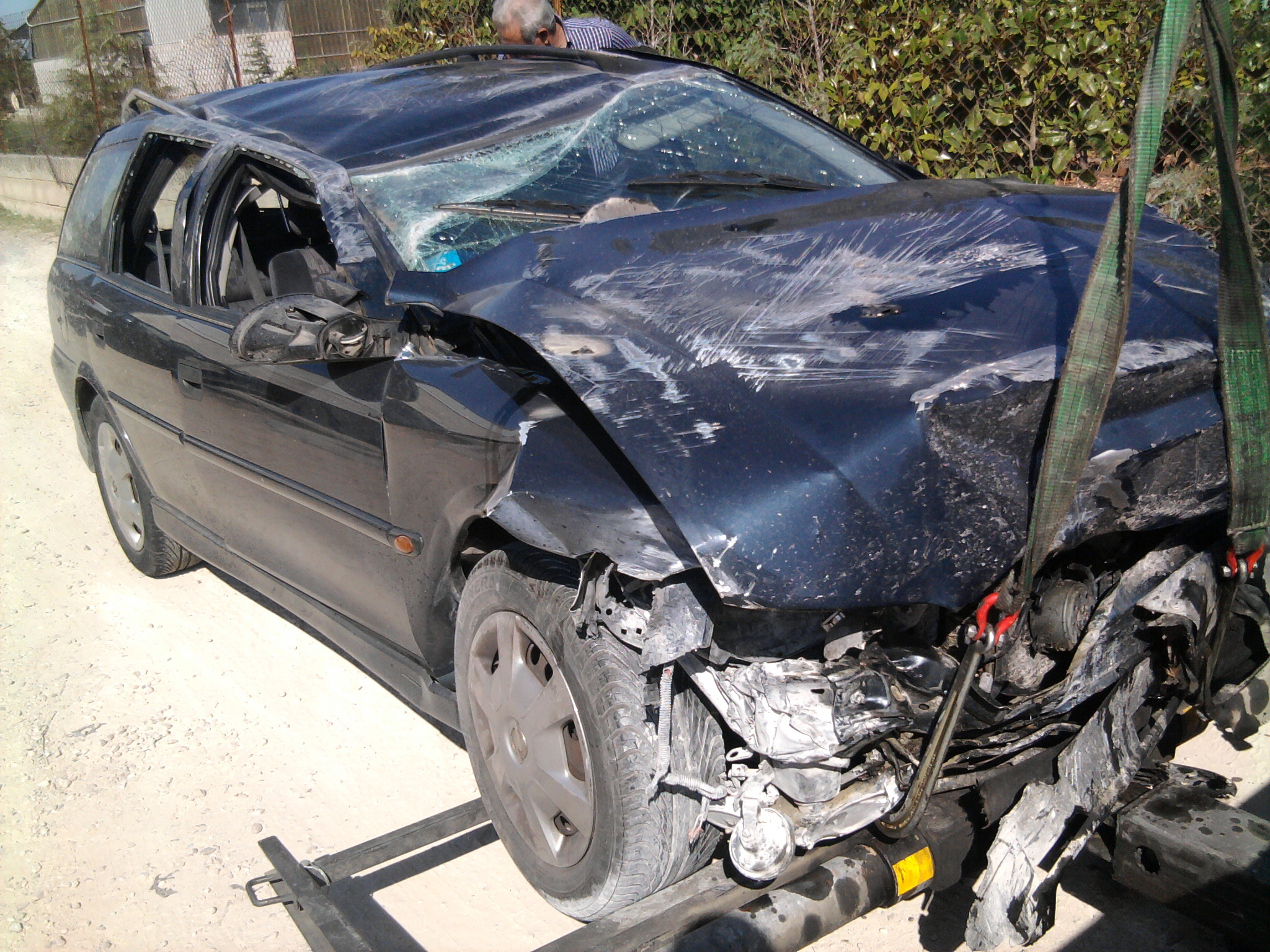
道路交通事故救援
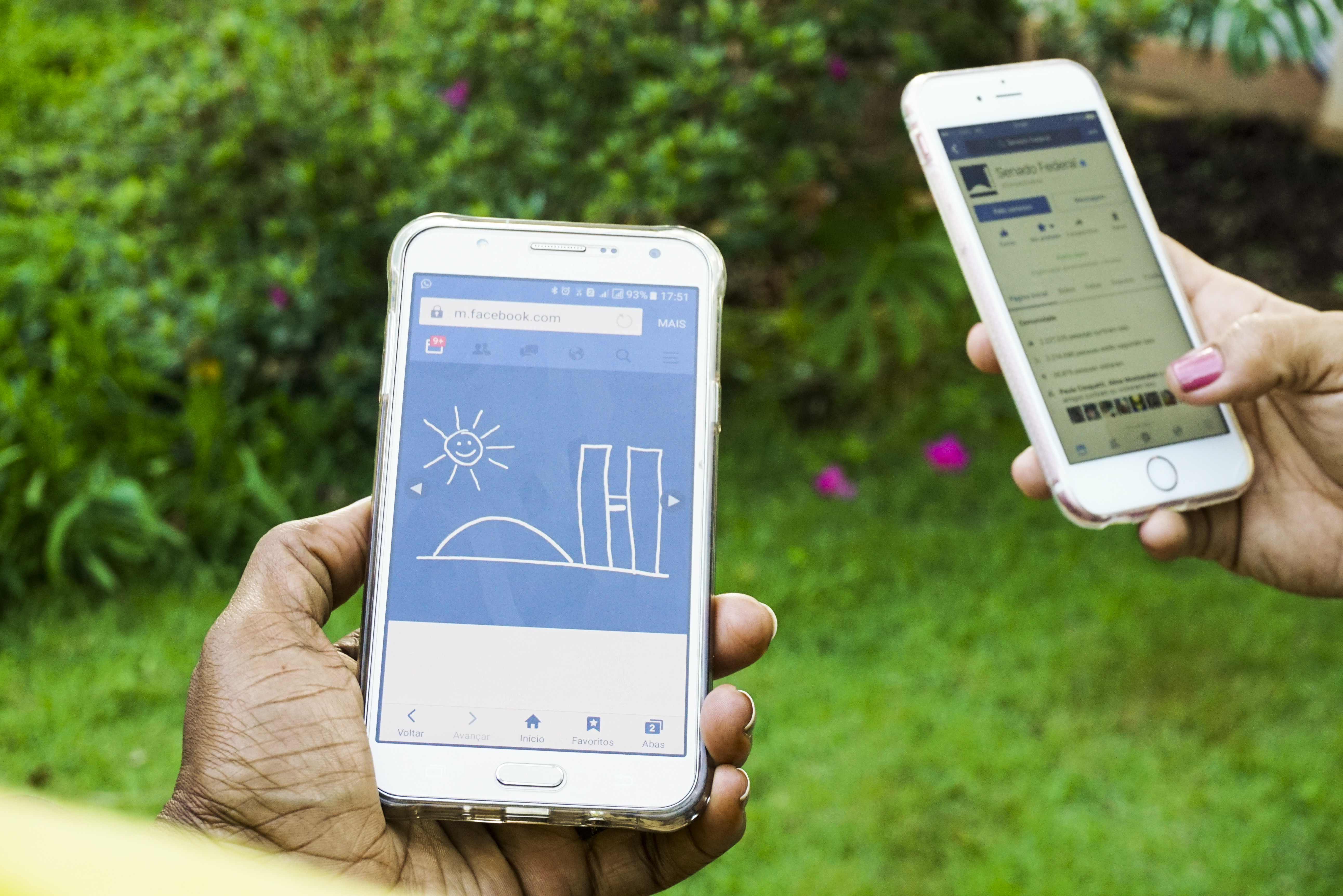
智能手机同行网络
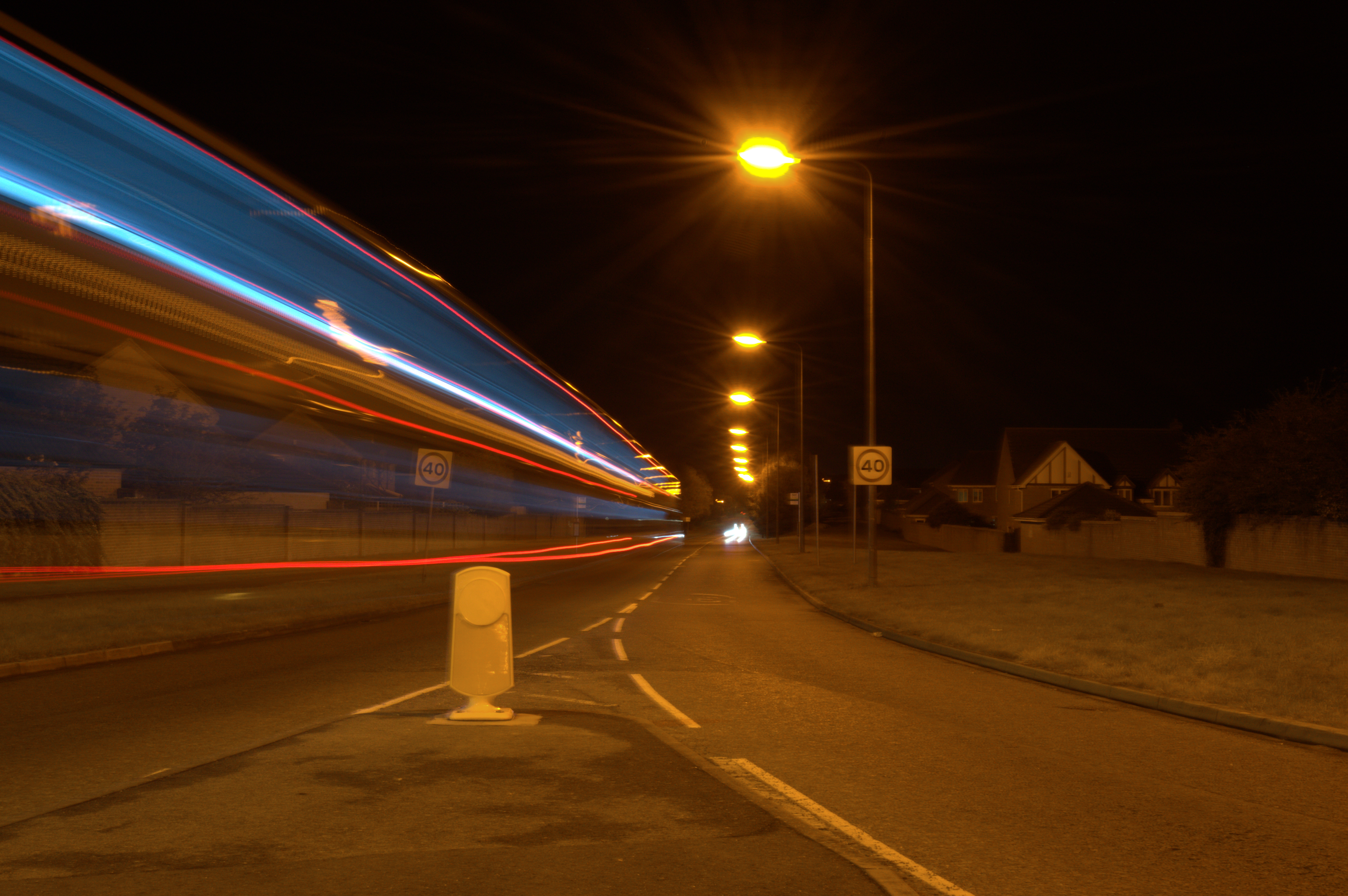
智能城市的智能路灯
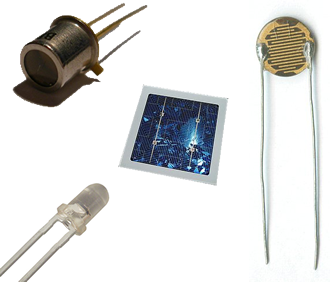
传感器网络
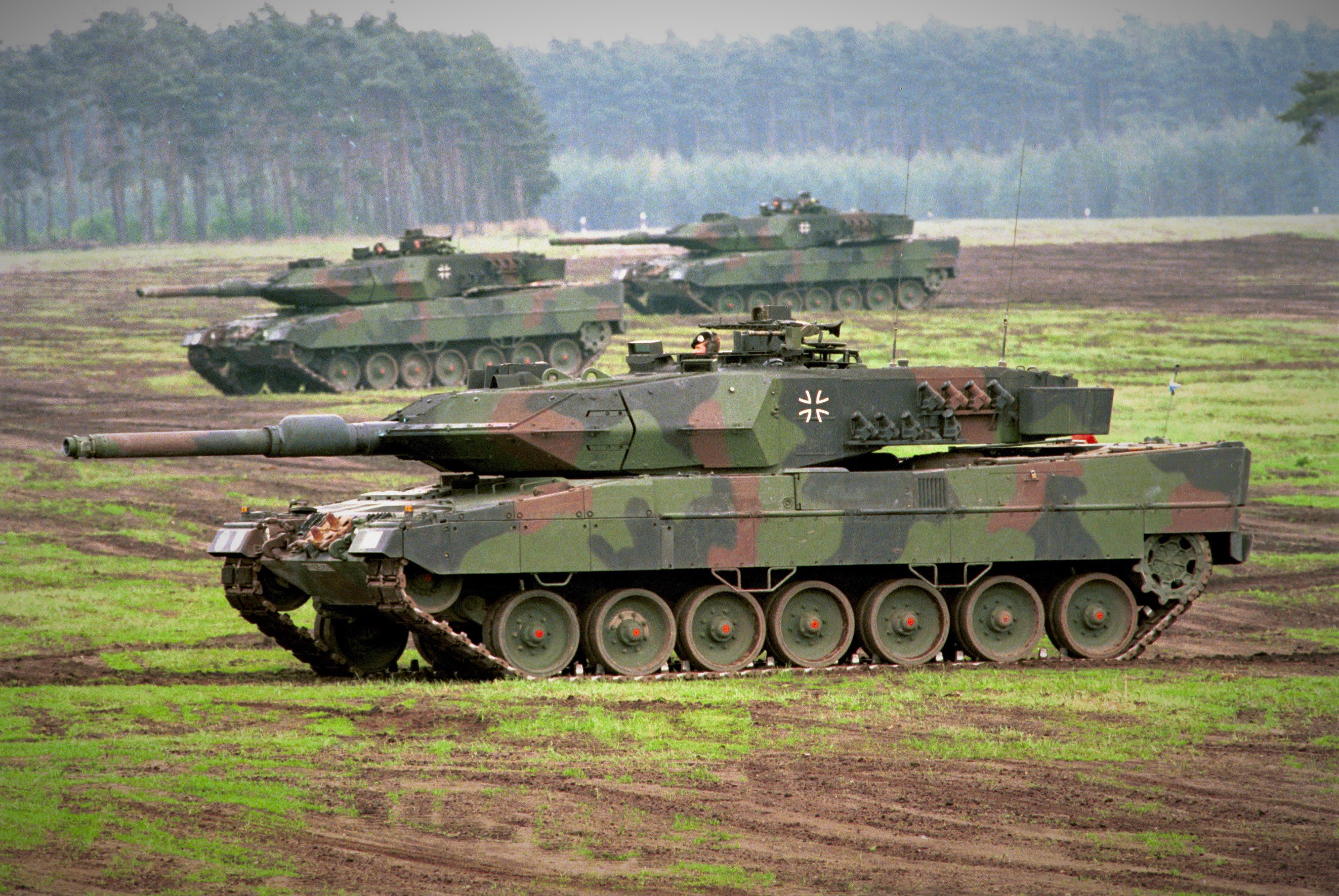
陆军無線隨意网路
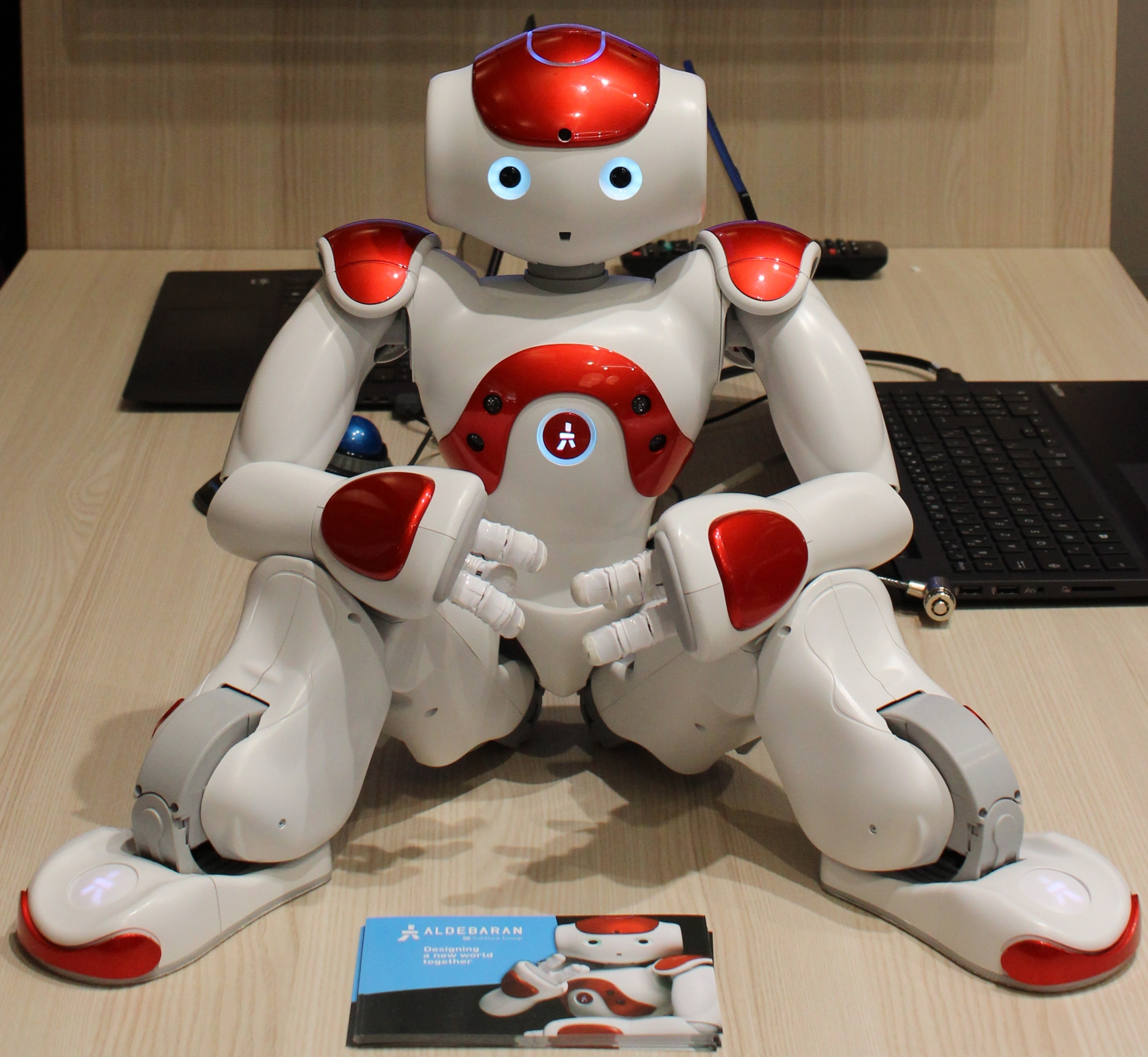
机器人無線隨意网路

早期的無線隨意網路网络必须透明的。它必须支持现有应用程序。 1998 已经证明無線隨意网络可以支持FTP，TELNET，PING和
Web端服务应用程序。多媒体应用也被证明是成功的。 早期实现線隨意網路多媒体应用使用的是 MPEG视频和 64K ADPCM 音频。
無線隨意網路最早是因應軍事用途而開發，但現在已經廣泛使用於日常生活。根據其應用，無線隨意網路還可以被分類成：
- 隨建即連網路(MANET)
- 無線網狀網路(WMN)
- 無線感測網路 (WSN)
- 智能家 (Smart Homes)